# Levis (Yonne)
Levis település Franciaországban, Yonne megyében. Lakosainak száma 222 fő (2022. január 1.). Levis Lalande, Sementron, Fontenoy, Lain, Leugny és Ouanne községekkel határos.

## Népesség
A település népességének változása:
| Lakosok száma | 237  | 238  | 225  | 219  | 219  | 218  | 220  | 222  |
|               | 2013 | 2015 | 2017 | 2018 | 2019 | 2020 | 2021 | 2022 |